# Christian Meidlinger
Christian Meidlinger (* 9. Oktober 1963 in Wien) ist ein österreichischer Politiker (SPÖ). Er ist seit 2007 Abgeordneter zum Wiener Landtag und Mitglied des Wiener Gemeinderats und Vorsitzender der Gewerkschaft der Gemeindebediensteten. 2020 wurde er zum Zweiten Landtagspräsidenten gewählt. Seit dem 10. Juni 2025 fungiert er als Landtagspräsident.

## Ausbildung und Beruf
Christian Meidlinger erlernte den Beruf des Elektromechanikers für Schwachstrom, den er inklusive seiner Ausbildung zwischen 1979 und 1983 ausübte. Er war danach bis 1989 Werkmeister für industrielle Elektronik und unterrichtete am TGM für Berufstätige Nachrichtentechnik und Elektronik.

## Politische und gewerkschaftliche Tätigkeit
Meidlinger engagierte sich bereits früh in der Gewerkschaft und war von 1981 bis 1987 Jugendvorsitzender der Wiener Verkehrsbetriebe und von 1985 bis 1988 Jugendvorsitzender der Gewerkschaft der Gemeindebediensteten (GdG) in Wien. Er stieg 1987 zum Bundesjugendvorsitzenden der GdG auf und war bis 1988 Vorsitzender der Österreichischen Gewerkschaftsjugend (ÖGJ) Wien sowie Mitglied im Bundespräsidium der ÖGJ. 1988 wechselte er als Jugendreferent zum Österreichischen Gewerkschaftsbund und 1989 als Jugendreferent wieder in die GdG, wo er bis 1994 tätig war. Zwischen 1994 und 1999 arbeitete Meidlinger als Referent für Humanisierung der Arbeitswelt. Zwischen 1999 und 2003 war Meidlinger leitender Referent der GdG, bevor er 2003 zum Vorsitzender-Stellvertreter der GdG und Mitglied im ÖGB-Bundesvorstand gewählt wurde. Seit April 2006 ist Meidlinger geschäftsführender Bundesvorsitzender der GdG und seit September 2006 Vorsitzender der GdG Wien. Im Mai 2007 wurde er zum Vorsitzenden der GdG gewählt.
Neben seiner gewerkschaftlichen Tätigkeit ist Meidlinger auch in der SPÖ aktiv. Er vertritt die SPÖ seit dem 25. Jänner 2007 im Wiener Landtag und Gemeinderat und ist Mitglied im Ausschuss für Bildung, Jugend, Information und Sport.
Vom 15. September 2012 bis zum 4. August 2013 war er außerdem Präsident des Österreichischen Schwimmverbandes. 2013 musste Meidlinger nach heftiger interner Kritik vom Verbandsvorsitz zurücktreten. Er wurde im Prozess um den groß angelegten Förderbetrug beim Schwimmverband wegen schweren Betrugs angeklagt, da er seine Zustimmung zu einer fingierten Rechnung (36.200 Euro) erteilt haben soll.
Nach der Landtags- und Gemeinderatswahl in Wien 2020 wurde er als Nachfolger von Veronika Matiasek (FPÖ) Zweiter Landtagspräsident. Am 10. Juni 2025 folgte er Ernst Woller als Landtagspräsident nach.